# Teratophthalma phelina
Teratophthalma phelina is een vlindersoort uit de familie van de prachtvlinders (Riodinidae), onderfamilie Riodininae.
Teratophthalma phelina werd in 1862 beschreven door C. & R. Felder.